# El Norra Alila
El Norra Alil je druhé album od izraelské kapely Orphaned Land.

## Seznam skladeb
1. „Find Your Self, Discover God“ – 6:15
2. „Like Fire To Water“ – 4:46
3. „The Truth Within“ – 4:33
4. „The Path Ahead“ – 4:16
5. „A Neverending Way“ – 3:14
6. „Takasim“ – 1:13
7. „Thee by the Father I Pray“ – 3:11
8. „Flawless Belief“ – 6:46
9. „Joy“ – 0:42
10. „Whisper My Name When You Dream“ – 4:35
11. „Shir Hama'Alot“ – 5:02
12. „El Meod Na'Ala“ – 2:22
13. „Of Temptation Born“ – 4:42
14. „The Evil Urge“ – 3:28
15. „Shir Hashirim“ – 1:58

### Deluxe Edition re-release tracks (2006)
1. „Disciples of the Sacred Oath“
2. „Ornaments of Gold“ (video clip)
3. „The Evil Urge“ (video clip)